# ムンティギ
ムンティギ（ハングル：뭉티기）は韓国・大邱の料理である。

## 概要
ムンティギは大邱において1950年代後半に生まれた肉料理である。
チョジゲサル（처지개살、韓牛の後肢臀部内側の部位の肉）の刺身で、韓国全土で食されるユッケと異なり下味は付けられず、ごま油、唐辛子、ニンニクを和えたタレを付けて食する。店頭ではセンコギ（생고기、生肉の意）の名でメニューに掲示される事が多い。
ムンティギは「生肉をとんとんと指先大に切り刻んだもの」という意味の大邱方言と言われている。
チョジゲサルは赤身の肉で、一頭の韓牛のうち数kgしか取れない希少部位であり、ムンティギは高級珍味にあたる。
大邱広域市観光課によって大邱十味に選定されている。